# Bohusläns skärgård
Bohusläns skärgård är ett samlingsbegrepp för skärgårdarna i Bohuslän från Nordre älvs mynning upp till norska gränsen.
Skärgården söder om Nordre älv, det vill säga utanför Hisingen, brukar räknas in i begreppet Göteborgs skärgård. 

## Många skärgårdar
Egentligen är det lite missvisande att tala om en skärgård i Bohuslän, eftersom det inte är en enda jämnt sammanhängande övärld, utan snarare ett flertal olika skärgårdar. Av de större kan nämnas Marstrands skärgård, Tjörns skärgård, Morlanda skärgård, Fjällbacka skärgård och Strömstads skärgård. Ofta är de inte klart definierade och avgränsade från varandra, och kan ha flera olika alternativa benämningar. 
Gemensamt för dem alla är dock att de tillhör Sveriges mest välbesökta turistmål. Bohusläns skärgård som begrepp används ofta som oegentlig synonym till Bohuskusten, men det är långt ifrån hela Bohusläns kust som har en tillhörande övärld.

## Grund skärgård
Grund i denna bemärkelsen har ingenting med vattendjupet att göra, utan det faktum att Bohusläns skärgårdar vanligen är smal. Oftast finns det bara en eller två led med öar mellan fastland och öppna havet. Begreppen, innerskärgård, mellanskärgård och ytterskärgård existerar knappast i Bohuslän. Undantagen är runt de tre stora öarna Hisingen, Orust och Tjörn där man i detta begrepp har en något djupare skärgård. Likaså finner man en mer omfattande skärgård utanför Fjällbacka och runt Koster.